# Уза (приток Суры)
Уза —- река в Пензенской и Саратовской областях, левый приток Суры.
Берёт начало в Базарно-Карабулакском районе Саратовской области в 6 км севернее посёлка Хватовка, а впадает в Сурское водохранилище в 1 км западнее поселка Шемышейка Шемышейского района Пензенской области. Длина реки — 188 км, площадь водосборного бассейна — 5440 км². Протекает в пределах Приволжской возвышенности. Питание преимущественно снеговое. Среднегодовой расход воды — в 38 км от устья —- 2,1 м³/с. Замерзает в конце ноября —- декабре, вскрывается в апреле. Используется для водоснабжения. Русло реки песчано-илистое, песчаное.
Притоки: река без названия у с. Проталинки, реки Узинка, Пиксанка, Аряш, Чардым, Чумаевка, Суляевка, Качатокомяк, Долгобазан, Шняева, Грязнуха, Няньга.

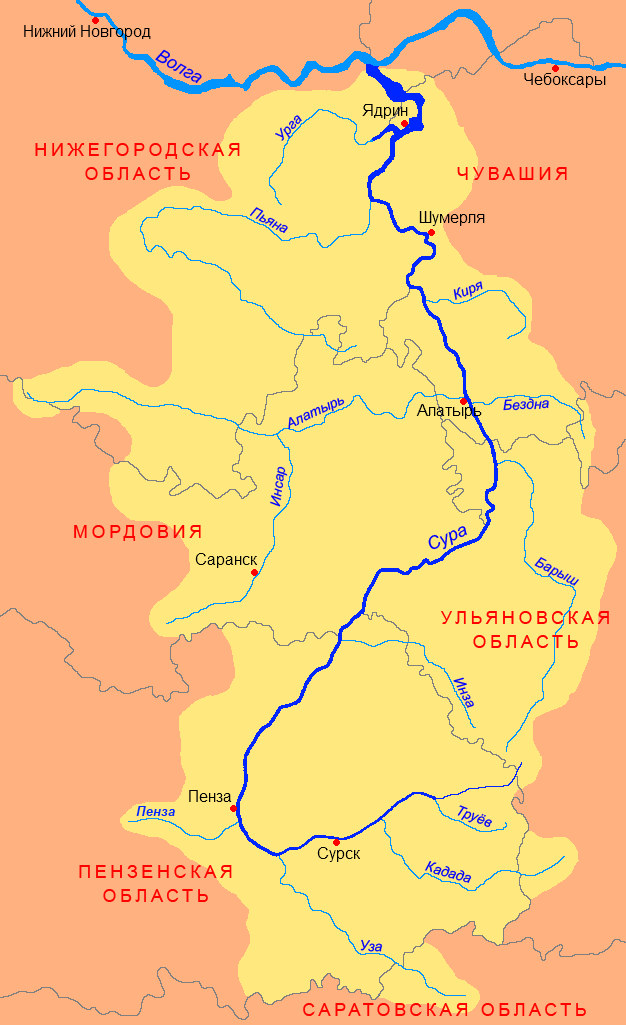
Бассейн Суры

## Данные водного реестра
По данным государственного водного реестра России относится к Верхневолжскому бассейновому округу, водохозяйственный участок реки — Сура от истока до Сурского гидроузла, речной подбассейн реки — Сура. Речной бассейн реки — (Верхняя) Волга до Куйбышевского водохранилища (без бассейна Оки).